# Ryszard Ogonowski
Ryszard Ogonowski (ur. 2 kwietnia 1939 w Przemyślu, zm. 12 czerwca 2025 w Rumi) – polski dowódca wojskowy, pułkownik Sił Zbrojnych Rzeczypospolitej Polskiej.

## Życiorys
Po ukończeniu Liceum Ogólnokształcącego w Przemyślu wstępuje do Wojska Polskiego. Służbę wojskową rozpoczyna w 1958 r. jako podchorąży Oficerskiej Szkoły Artylerii Przeciwlotniczej w Koszalinie. Reprezentuje szkołę w zawodach w siatkówkę, zdobywa wraz z zespołem w 1959 r. tytuł mistrzowski w POW. Zostaje również mistrzem Szkół Oficerskich, w biegu na 800 m zajmuje I miejsce. Rozpoczyna służbę nu stanowisku dowódcy plutonu w 1 baterii 25 Dywizjonu Artylerii Przeciwlotniczej 9 DZ w Jarosławiu. Od 1966 r. jest dowódcą baterii, którą przekazuje w 1969 r., zostaje skierowany na studia do Akademii Sztabu Generalnego WP w Warszawie. W 1972 rozpoczyna służbę w szefostwie Wojsk Obrony Przeciwlotniczej w Warszawskim Okręgu Wojskowym. Jest starszym specjalistą, organizuje szkolenie bojowe oddziałów przeciwlotniczych. W 1973 r. rozpoczyna jesienią dowodzenie 46 Pułkiem Artylerii Przeciwlotniczej 15 DZ. Od 1977 r. dowodzi 55 Pułkiem Artylerii Przeciwlotniczej przezbrojonym w rakiety typu ,,KUB”, który przez trzy kolejne lata (1977-78-79) przoduje w Wojsku Polskim. Pod koniec 1979r. przekazuje dowodzenie pułkiem, a następnie obejmuje stanowisko Szefa Obrony Przeciwlotniczej 12 Dywizji Zmechanizowanej. Wiosną 1982 r. obejmuje stanowisko szefa Wojsk OPL Marynarki Wojennej w Gdyni. Jest pomysłodawcą prowadzenia strzelań rakietami przeciwlotniczymi na polskim poligonie nadmorskim do rakiet wystrzeliwanych z okrętów, organizuje ćwiczenia doświadczalne. W 1984 r. jest słuchaczem  kursu Operacyjno-Taktycznego w Akademii MW w obecnym Petersburgu. Służbę w Dowództwie MW kończy w 1990 r. obejmując jednocześnie stanowisko komendanta Wojskowego Zespołu Wypoczynkowego ,,Jantar” w Juracie.

## Awanse
- podporucznik – 1961
- porucznik – 1964
- kapitan – 1968
- major – 1973
- podpułkownik – 1977
- pułkownik – 1981

## Odznaczenia
- Krzyż Kawalerski Orderu Odrodzenia Polski
- Złoty Krzyż Zasługi
- Złoty Medal „Siły Zbrojne w Służbie Ojczyzny”
- Srebrny Medal „Siły Zbrojne w Służbie Ojczyzny”
- Brązowy Medal „Siły Zbrojne w Służbie Ojczyzny”
- Złoty Medal „Za Zasługi dla Obronności Kraju”
- Srebrny Medal „Za Zasługi dla Obronności Kraju”
- Brązowy Medal „Za Zasługi dla Obronności Kraju”